# Уилсон, Александр
Александр Уилсон (англ. Alexander "Alex" S. Wilson; 1 декабря 1907, Монреаль, Квебек, Канада — 9 декабря 1994, Мишен, Техас, США) — канадский легкоатлет, специализировавшийся в беге на дистанции 400 метров и 800 метров. Экс-рекордсмен Канады.
Двукратный бронзовый призёр Олимпийских игр в эстафете 4×400 метров (1928, 1932), серебряный призёр на дистанции 800 метров и бронзовый призёр на дистанции 400 метров Игр X Олимпиады в Лос-Анджелесе.
Победитель на дистанции 440 ярдов, серебряный призёр в эстафете 4×440 ярдов и бронзовый призёр на дистанции 880 ярдов Игр Британской империи (1930).

## Биография[1]
Родился 1 декабря 1907 года в Монреале. 
Бронзовый призёр Игр IX Олимпиады в эстафете 4×400 метров.
В 1928 году поступил в Университет Нотр-Дам. Выступая за команду университета, становился победителем и призёром многих соревнований Студенческой лиги. Он установил рекорд Канады в закрытых помещениях на 440 ярдов.
В 1930 году стал чемпионом Игр Британской империи на дистанции 440 ярдов, а также серебряным призёром в эстафете 4×400 метров и бронзовым на дистанции 880 ярдов.
В 1932 году на летних Олимпийских играх выиграл серебро на дистанции 800 метров и бронзовые медали на дистанции 400 метров и в эстафете 4×400 метров.
В том же году, окончив Университет Нотр-Дам, завершил спортивную карьеру.
После завершения спортивной карьеры перешёл на тренерскую деятельность.
13 лет он тренировал в университете Лойолы (Чикаго) сборные по плаванию, бегу, баскетболу. В 1945 году был назначен директором по лёгкой атлетике.
С 1950 года по 1972 год тренировал команду по бегу в университете Нотр-Дам.
С 1972 года вышел на пенсию.
Умер 9 декабря 1994 года в Мишене, штат Техас.

## Награды и звания
- Канадский легкоатлетический зал славы (1954).
- Лекоатлетический фонд Хелмс зал славы (1967).
- Премия национальной ассоциации студенческого спорта беговой ассоциации тренеров «Национальный тренер года» (1972).
- Американский лекгоатлетический и беговой зал тренерской славы (2008).